# 新潟県道83号川口塩殿線
新潟県道83号川口塩殿線（にいがたけんどう83ごう かわぐちしおどのせん）は、新潟県長岡市から小千谷市に至る県道（主要地方道）である。

## 概要

### 路線データ
- 実延長：3,482.2 m[1]
- 起点：新潟県長岡市西川口（新潟県道71号小千谷川口大和線交点、新潟県道196号川口岩沢線・新潟県道197号向山越後川口停車場線重複）
- 終点：新潟県小千谷市大字塩殿（国道117号交点）

## 歴史
- 1993年（平成5年）5月11日 - 建設省から、県道川口塩殿線が川口塩殿線として主要地方道に指定される[2]。

## 路線状況

### 道路施設
- 西倉橋（長岡市・信濃川）

## 地理

### 通過する自治体
- 長岡市
- 小千谷市

### 交差する道路
- 新潟県道71号小千谷川口大和線（新潟県道196号川口岩沢線・新潟県道197号向山越後川口停車場線重複）（起点：長岡市西川口）
- 関越自動車道 越後川口インターチェンジ
- 国道117号（終点：塩殿交差点）

### 沿線にある施設など
- 長岡市役所 川口支所
- 長岡市立川口中学校
- 長岡市立川口小学校
- 小千谷市立塩殿小学校
- 川口郵便局
- 道の駅越後川口
- 長岡市蒼丘の杜公園
- えちご川口温泉
- 魚野川